# سامسونگ گلکسی آ۱۴
سامسونگ گلکسی ای۱۴ یک گوشی هوشمند اندرویدی است که توسط شرکت سامسونگ الکترونیکس طراحی و تولید شده‌است. مدل 5G در ۴ ژانویه ۲۰۲۳، و مدل 4G LTE در ۲۸ فوریه ۲۰۲۳ معرفی شد این گوشی‌ها دارای دوربین پشتی سه‌گانه با دوربین اصلی ۵۰ مگاپیکسلی، صفحه نمایش ۶٫۶ اینچی PLS LCD با مدل 5G با فرکانس ۹۰ هرتز و باتری ۵۰۰۰ میلی‌آمپر ساعتی Li-Po است. این گوشی با رابط کاربری وان یوآی۵ و سیستم عامل اندروید ۱۳ عرضه می‌شود.

## مشخصات فنی

### سخت‌افزار
مدل LTE با پردازنده اگزینوس 850 (8nm) (4x2.0 GHz Cortex-A55 & 4x2.0 GHz Cortex-A55) یا مدیاتک MT6769 Helio G80 (12nm) (2x2.0 GHz Cortex-A75 & 6x1.8 گیگاهرتز Cortex-A55) و پردازنده گرافیکی Mali-G52 MC2 به بازار عرضه شده‌است.
مدل 5G SM-A146B دارای یک پردازنده اگزینوس ۱۳۳۰ (۵ نانومتری) است که شامل یک پردازنده هشت هسته ای (2x2.۴ گیگاهرتز Cortex-A78 و 6x2.۰ گیگاهرتز Cortex-A55) و یک پردازنده گرافیکی Mali-G68 MP2 است. این یک ارتقاء عملکرد بزرگ نسبت به سامسونگ گلکسی آ۱۳ بود.
مدل 5G SM-A146P دارای یک پردازنده مدیاتک MT6833 Dimensity 700 (7 نانومتر) است که شامل یک پردازنده هشت هسته ای (2x2.۲ گیگاهرتز Cortex-A76 و 6x2.۰ گیگاهرتز Cortex-A55) و یک پردازنده گرافیکی Mali-G57 MC2 است. که کاملاً مشابه سامسونگ گلکسی آ۱۳ است.

### ذخیره‌سازی
هر دو مدل در پیکربندی‌های ۶۴ گیگابایتی / رم ۴ گیگابایتی، ۱۲۸/۴ و ۱۲۸/۶ عرضه می‌شوند. مدل 5G همچنین با پیکربندی ۱۲۸/۸ ارائه می‌شود.
هر دو گوشی دارای فضای ذخیره‌سازی قابل ارتقا، مدل‌های LTE و 5G بین‌المللی با استفاده از اسلات کارت اختصاصی microSDXC و microSDXC 5G ایالات متحده با استفاده از اسلات مشترک سیم‌کارت هستند.

### دوربین
هر دو مدل دارای تنظیمات دوربین سه‌گانه پشتی هستند، اگرچه دوربین‌های مدل 5G با مدل 4G LTE سامسونگ گلکسی A14 متفاوت است. هر دو با دوربین اصلی ۵۰ مگاپیکسلی f/1.8 (زاویه عریض) با فوکوس خودکار تشخیص فاز (PDAF) و دوربین ۲ مگاپیکسلی f/2.4 (ماکرو) عرضه می‌شوند. مدل 4G دارای دوربین ۵ مگاپیکسل f/2.2 اولتراواید است.
مدل 5G شامل یک لنز عمق ۲ مگاپیکسلی f/2.4 است. هر دو دوربین قادر به فیلمبرداری 1080p@30fps هستند و از فناوری HDR استفاده می‌کنند.
هر دو مدل از یک دوربین سلفی ۱۳ مگاپیکسلی f/2.0 استفاده می‌کنند که قادر به فیلمبرداری ۱۰۸۰@30fps است.

### باتری
هر دو مدل سامسونگ گلکسی A14 با یک باتری لیتیومی غیرقابل جابجایی ۵۰۰۰ میلی‌آمپر ساعتی عرضه می‌شوند که از شارژ سریع ۱۵ واتی (Wired USB-C) پشتیبانی می‌کند.

### نمایش دادن
هر دو مدل سامسونگ گلکسی A14 دارای صفحه نمایش ۶٫۶ اینچی PLS LCD FHD (1080 x 2408) هستند. صفحه نمایش مدل 5G دارای صفحه نمایش با نرخ تازه‌سازی ۹۰ هرتز است.

### امکانات
هر دو مدل A14 دارای جک ۳٫۵ میلی‌متری هدفون، NFC، اسکنر اثر انگشت جانبی بلوتوث ۵٫۱، GPS، شتاب‌سنج، حسگر مجاورت و قطب‌نما هستند. مدل 5G همچنین دارای سنسور ژیروسکوپ بلوتوث ۵٫۲، فشارسنج (فقط ایالات متحده)، رادیو FM (فقط Exynos 1330) و 5G است.

### طرح
این گوشی دارای طراحی بسیار مشابه سامسونگ گلکسی آ۱۳ با استفاده از همان صفحه نمایش و تنظیمات دوربین بسیار مشابه است. هر دو مدل آ۱۴ دارای صفحه نمایش جلو شیشه ای، پشت پلاستیکی و قاب پلاستیکی هستند.

#### رنگ‌بندی
مدل 4G در رنگ‌های مشکی، قرمز تیره، نقره ای و سبز عرضه می‌شود درحالی که مدل 5G در رنگ‌های مشکی، سبز روشن، قرمز تیره و نقره‌ای عرضه می‌شود.

#### ابعاد
ابعاد هر دو مدل 167.7x78x9.1mm (6.60x3.07x0.۳۶ اینچ) است. مدل 4G ۲۰۱ گرم است در حالی که مدل 5G ۲۰۲ گرم است.